# 출판 하마토바
출판 나일레브나 하마토바(러시아어: Чулпа́н Наи́левна Хама́това, 타타르어: Чулпан Наил кызы Хаматова, PAR, 1975년 10월 1일 ~ )는 러시아의 배우이다.

## 생애
카잔의 타타르계 가정에서 태어났다. 아버지인 나일은 영화 제작 기술자였으며, 이름은 "출판"은 타타르어로 샛별을 의미한다.

## 같이 보기
- 러시아 영화
- 독일 영화